# Maximinstraße (Trier)
Die Maximinstraße ist eine Straße in Trier im Stadtteil Nord. Sie verläuft zwischen der Thebäerstraße und der St. Maximin-Schule im Osten und der Paulinstraße im Westen. An ihrem Endpunkt geht sie in die Maarstraße über.

## Geschichte
Die Straße ist nach dem Trierer Bischof Maximin benannt, der in der damaligen Kirche St. Johannes bestattet wurde. Die Straße stellt den alten Zufahrtsweg zur Reichsabtei St. Maximin, die anstelle seines Grabes entstand, dar.

## Kulturdenkmäler
In der Straße befinden sich sechs Kulturdenkmäler, darunter ein barocker Portalbau mit übergiebelten Sandsteinquadertor mit zwei Abtswappen, aus der zweiten Hälfte des 18. Jahrhunderts. Architekt war wohl Christian Kretzschmar. Die Maxmininstraße ist zudem Teil der Denkmalzone Maximinstraße 22–30.

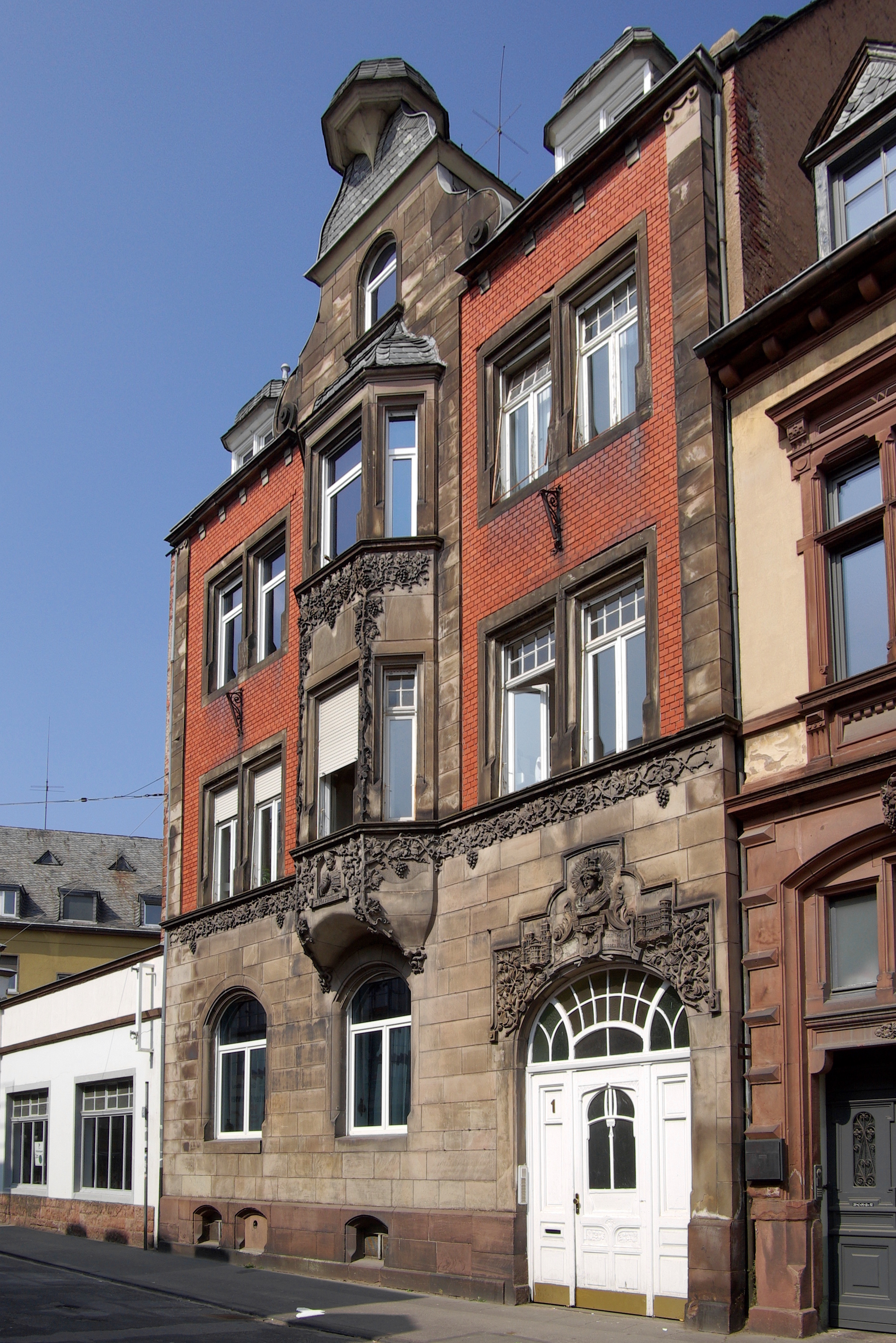
Trier, Maximinstraße 1: dreigeschossiges Wohnhaus mit aufwändigem floralen und figürlichen Dekor, 1903, Architekt C. Walter
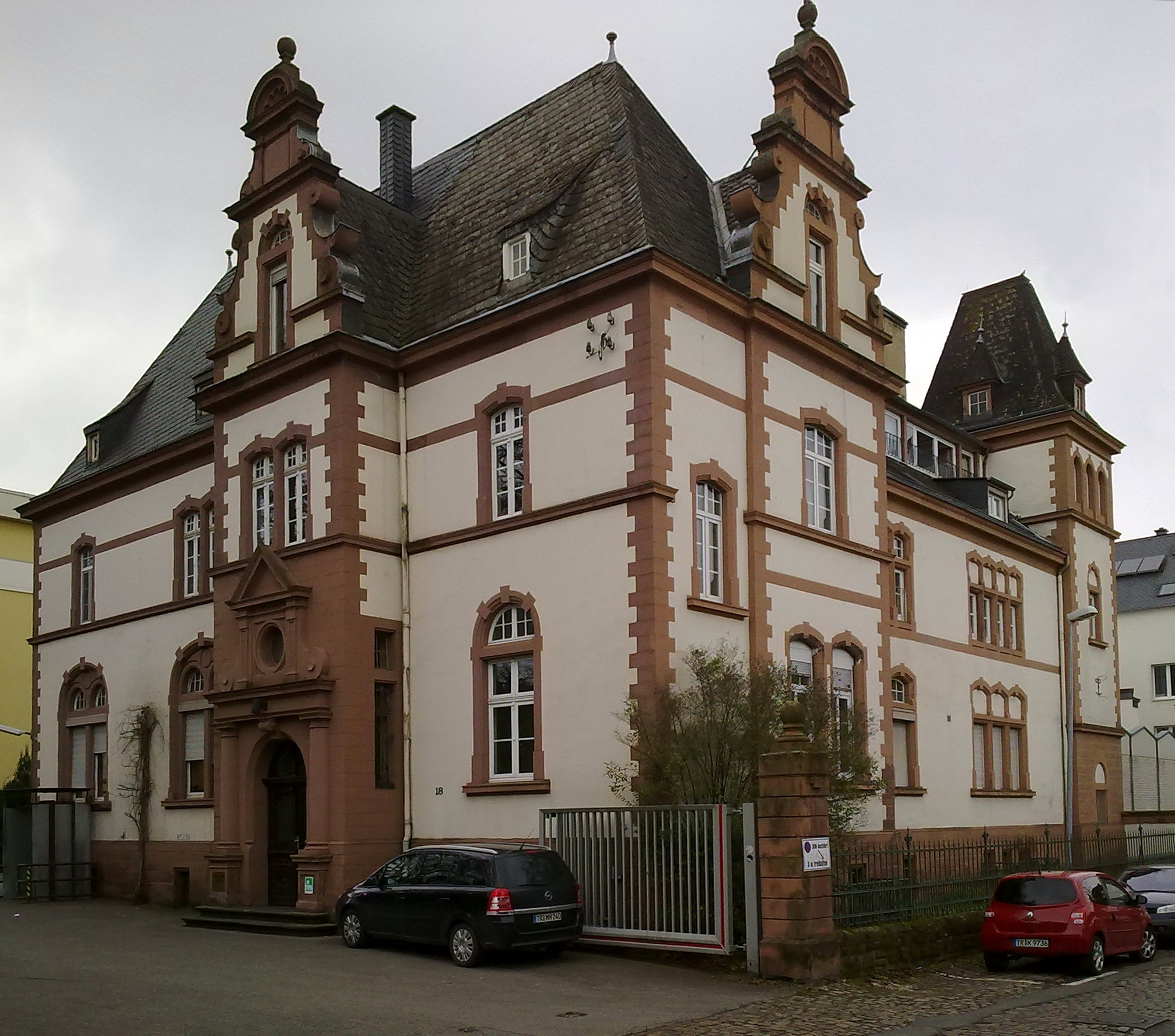
Trier, Maximinstraße 18, ehemalige Offiziersspeiseanstalt; aufwändig gestalteter Neurenaissancebau in Ecklage, akzentuiert durch dreigeschossigen Turm mit Walmdach, 1901
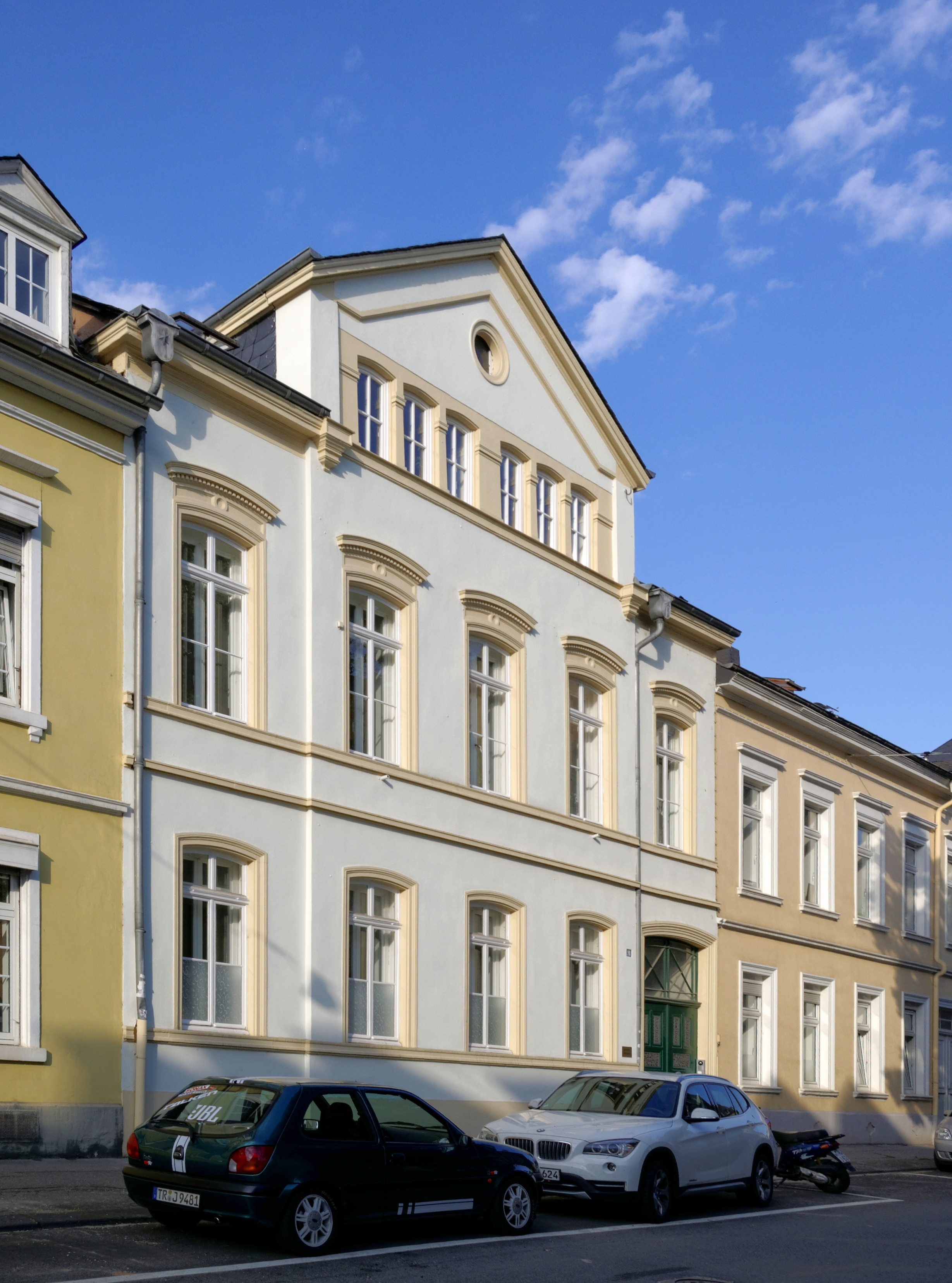
Trier, Maximinstraße 28, spätklassizistisches fünfachsiges Wohnhaus, 1864
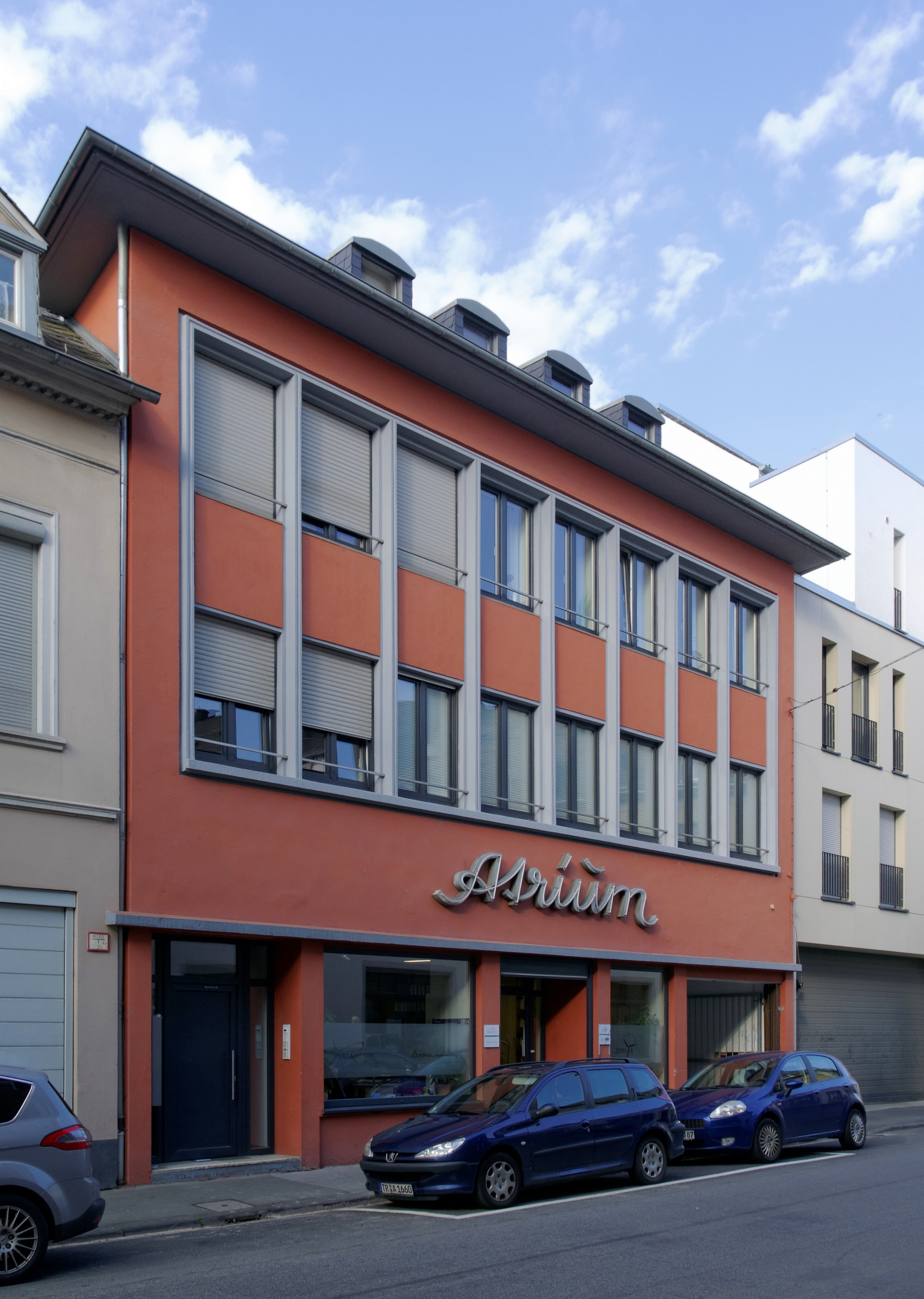
Trier, Maximinstraße 31, ehemaliges Kino Atrium